# Keiner verläßt das Schiff
Keiner verläßt das Schiff (Originaltitel: Don't Give Up the Ship, alternative deutschsprachige Titel: Himmel, Arsch und Zwirn und Alle Mann von Deck) ist eine US-amerikanische Komödie von Norman Taurog aus dem Jahr 1959. In dem von Hal B. Wallis für die Paramount Pictures produzierten Spielfilm sind Jerry Lewis, Dina Merrill, Mickey Shaughnessy und Robert Middleton in den Hauptrollen zu sehen.

## Handlung
John Paul Steckler VII. dient wie einst zwei seiner Vorfahren in der US Navy. Allerdings brachte er es aufgrund seiner eher schusseligen Art bislang nur zum Junioroffizier. Gegen Ende des Zweiten Weltkriegs war er gezwungen, kurzzeitig das Kommando über die USS Kornblatt zu übernehmen und diese wieder zurück in den Heimathafen zu steuern. Doch bei einer Überprüfung der Schiffsbestände stellt die Navy wenige Jahre später fest, das eben jenes Schiff spurlos verschwunden ist. Für den Kongressabgeordneten Mandeville ist dies ein willkommener Anlass, der Navy eine dringend benötigte Finanzspritze zu verweigern. Vize-Admiral Bludde bleibt nichts anderes übrig, als Leutnant Steckler von dessen Hochzeitsfeier direkt ins Pentagon einzubestellen. Steckler denkt zunächst, dass ihm endlich die versprochene Beförderung gewährt wird, stattdessen stößt er auf eine wütende Navy-Administration, die ihn durch die Mangel nehmen will.
Doch Steckler kann sich einfach nicht mehr an die damaligen Kriegsereignisse erinnern. Admiral Bludde glaubt ihm zwar zunächst kein Wort, aber er weiß, dass Steckler womöglich der Einzige ist, der den Verbleib des Schiffes aufklären kann. Also verdonnert er ihn dazu, innerhalb kürzester Zeit unzählige Dokumente und Berichte zu sichten. Dies sehr zum Verdruss Stecklers frisch angetrauter Gemahlin Prudence, die in einem nahegelegenen Hotelzimmer auf die Rückkehr ihres Mannes und den Vollzug der Ehe warten muss. Zwei Militärpolizisten werden angewiesen, Steckler von jeglicher Störung inklusive seiner Frau fernzuhalten und bringen den zusehends gehetzten Leutnant immer wieder vom Hotel ins Pentagon und zurück. Um seine Erinnerung wieder zu erlangen, muss Steckler mit der sehr attraktiven Navy-Psychologin Dr. Rita Benson zusammenarbeiten. Mit Hilfe ihrer Hypnotherapie kann Steckler sich nach und nach mittels Flashbacks an die Ereignisse rund um das Verschwinden der Kornblatt erinnern.
Spätsommer 1945: Die Mannschaft der USS Kornblatt erhält während einer Fahrt auf dem Pazifik die erlösende Nachricht über das Kriegsende. Japan hat kapituliert! Noch im Siegestaumel werden sie angewiesen, zunächst Pearl Harbor anzusteuern, um von dort aus zum Heimathafen San Diego zurückzukehren. Da das Schiff ausgemustert werden soll, nimmt die Führungscrew auf Pearl Harbor angekommen sogleich ihren Abschied. Als letzter verbliebener Offizier sieht sich daher ausgerechnet der völlig unerfahrene Leutnant Steckler gezwungen, das Schiff mithilfe des Maschinisten Stan Wychinski sicher nach Hause zu bringen. Dumm nur, dass Steckler von Navigation so gar keine Ahnung hat und die USS Kornblatt sogleich auf ein Riff auflaufen lässt. Bei der Erkundung der nahegelegenen Insel wird Steckler vom Landungstrupp getrennt und fällt einer Gruppe japanischer Soldaten in die Hände. Ihr Anführer, Colonel Takahashi, glaubt sich immer noch im Krieg mit den USA und verurteilt Steckler zum Tode. Die Hinrichtung soll am nächsten Morgen erfolgen, doch unmittelbar vor der Vollstreckung wird Colonel Takahashi offiziell über die Kapitulation des Kaiserreiches informiert – worauf sich die Japaner widerstandslos ergeben. Steckler ist nun aber auf der Insel gestrandet: Seiner Crew gelang es zwischenzeitlich die Kornblatt wieder seetüchtig zu machen. Da man vom Tod des Leutnants überzeugt war, nahm man kurzerhand ohne ihn wieder Kurs auf die Heimat.
Da das Schicksal der Kornblatt also auch nach der Hypnosesitzung ungeklärt bleibt, suchen Dr. Benson und Steckler nach demjenigen, der das Kommando des Schiffes an sich genommen hat: Stan Wychinski. Sie entdecken ihn in Miami, Florida, wo er sich mittlerweile als professioneller Wrestler durchs Leben schlägt. Während eines laufenden Kampfes erfahren sie von ihm, dass die Kornblatt es zurückgeschafft hat und von ihm ordnungsgemäß übergeben wurde. Den Namen des zuständigen Offiziers kann Wychinski jedoch nicht mehr nennen, da er nach einem harten Schlag seines Gegners sein Gedächtnis verliert. Steckler und Dr. Benson kehren daraufhin mit dem Zug nach Washington zurück. Da sie sich ein Schlafabteil teilen müssen, kommen sie sich auch privat näher. Als sie in Washington gemeinsam aus dem Zug steigen, führt dies zu Missverständnissen, da die am Bahnsteig wartende Prudence nun davon überzeugt ist, dass Steckler sie mit Dr. Benson betrogen hat.
Steckler bleibt keine Zeit die Situation aufzuklären: Der Kongress sitzt ihm und der Navy wegen eines laufenden Untersuchungsausschusses im Nacken. Mandeville, der den Ausschuss leitet, will Ergebnisse und zwar sofort! Im letzten Moment taucht überraschend Wychinski im Sitzungssaal auf. Admiral Bludde bittet in Aussicht auf neue Erkenntnisse um eine Vertagung um 48 Stunden, die ihm Mandeville widerwillig gewährt. Wychinski ist wieder eingefallen, dass die Kornblatt damals für eine Manöverübung als Zielobjekt eingesetzt werden sollte und womöglich versenkt wurde. Da sich darüber keine Aufzeichnungen finden lassen, müssen er und Steckler Beweismittel vor Ort sichern. Bei den Koordinaten der Manöverübung angekommen, gehen die beiden auf Tauchgang und finden tatsächlich das Wrack der Kornblatt. Nach Problemen mit ihrer Ausrüstung und einem kurzen Kampf mit einem hungrigen Kraken, gelingt es ihnen, die Schiffsglocke zu bergen. Mit dieser können sie im Ausschuss den Untergang des Schiffes beweisen. Zudem stellt sich heraus, dass es einst Mandeville war, der die Kornblatt unwissentlich zum Abschuss freigab. Der Navy werden daher umgehend die benötigten Geldmittel bewilligt. Steckler ist nun rehabilitiert, er erhält seine überfällige Beförderung und kann nach Klärung aller Missverständnisse auch endlich mit Prudence ins Eheleben starten.

## Produktion
Der Arbeitstitel des Films lautete zunächst „Now Hear This“ – aus rechtlichen Gründen änderte das Studio den Titel im Juni 1958 zu dem in der Geschichte der US Navy bekannten Spruch „Don't Give Up the Ship“ um.
Ende Oktober 1958 mussten die Dreharbeiten für fünf Wochen unterbrochen werden, da Hauptdarsteller Jerry Lewis einen Magendurchbruch erlitt und sich von diesem zunächst erholen musste. Die Dreharbeiten wurden am 12. Dezember wieder aufgenommen.
Mehrere Szenen wurden vor Ort in Long Beach, Kalifornien aufgenommen. Eine Second Unit kam parallel zu den Hauptdreharbeiten in Washington, D.C. zum Einsatz.
Als Teil ihrer Werbekampagne veröffentlichte Paramount Pictures in Zeitungen unter dem Überschrift „Missing: One Destroyer Escort Lost by Jerry Lewis.“ (auf Deutsch sinngemäß: „Gesucht: Ein Geleitzerstörer, verlorengegangen dank Jerry Lewis“) Werbe- und Suchanzeigen.
Bei den Dreharbeiten nutzte man für die fiktive USS Kornblatt den von der US Navy tatsächlich im Pazifikkrieg eingesetzten Geleitzerstörer USS Vammen (DE-644, Buckley-Klasse).
Die Weltpremiere des Films fand in Washington, D.C. am 16. Juni 1959 statt. In der Bundesrepublik Deutschland erfolgte die Erstaufführung am 26. Februar 1960.
Der Film wurde in den USA als Comicbuch adaptiert und mit einem Foto von Jerry Lewis auf dem Cover im August 1959 in der Four Color Serie (Ausgabe-Nr.: 1049) von Dell Comics veröffentlicht.

### Synchronisation
Die deutsche Synchronbearbeitung entstand 1959 in den Ateliers der Berliner Synchron GmbH in Berlin unter der Regie von Klaus von Wahl und dem Dialogbuch von Theodor Mühlen.
| Rolle                              | Darsteller         | Synchronsprecher |
| ---------------------------------- | ------------------ | ---------------- |
| John Paul Steckler (I. & VII.)     | Jerry Lewis        | Horst Gentzen    |
| Lt. Cmdr. Farber                   | Claude Akins       | Heinz Petruo     |
| Stan Wychinski                     | Mickey Shaughnessy | Arnold Marquis   |
| Vize-Admiral Philo Tecumseh Bludde | Robert Middleton   | Klaus W. Krause  |

Der Film erschien in der deutschen Synchron-Fassung auf den folgenden Medien:
- Super-8:
  - Verleih UFA ATB Büscher-Film (ca. 320 Meter Gesamtfilm, Gesamtlaufzeit: < 45 min., Best.-Nr.: 141-3, 142-3, 143-3 & 144-3) unter dem Titel Keiner verläßt das Schiff! (Titel der Rollen 142: Himmel, Arsch und Zwirn / 143: Dienst ist Dienst... / 144: Der Blindgänger zur See)
- VHS:
  - Verleih ITT / Contrast Video unter dem Titel Keiner verlässt das Schiff
- DVD (Einzel-DVDs):
  - Verleih Savoy / Sunfilm als Einzel-DVD (2009) und als Teil der Box: Jerry Lewis – Seine besten Filme (2010) unter dem Titel Alle Mann von Deck (eingeblendeter Titel: Keiner verläßt das Schiff!)
  - Verleih SchröderMedia HandelsGmbH (2010) als Teil der Box Jerry Lewis Box unter dem Titel Alle Mann von Deck
  - Verleih WVG Medien GmbH (2022) als Teil der Box Jerry Lewis und seine Militärzeit – 3 Movie Edition unter dem Titel Alle Mann von Deck

## Rezeption
Das Lexikon des internationalen Films bschreibt die Situationskomik dieser „Militärgroteske“ als „mehr oder weniger erheiternd“ und wertet den Hauptdarsteller als „Grimassenkomiker“ ab.
Die Zeitschrift Cinema zeigt sich bei der Bewertung unentschlossen und überlässt die Entscheidung ihren Leserinnen und Lesern in Frageform: „Nur ein kleiner Spaß für echte Lewis-Fans?“.